# Плонсько
Плонсько (пол. Płońsko, нім. Plönzig) — село в Польщі, у гміні Пшелевиці Пижицького повіту Західнопоморського воєводства.
Населення — 275 осіб (2011).
У 1975-1998 роках село належало до Щецинського воєводства.

## Демографія
Демографічна структура станом на 31 березня 2011 року:
|          | Загалом | Допрацездатний вік | Працездатний вік | Постпрацездатний вік |
| -------- | ------- | ------------------ | ---------------- | -------------------- |
| Чоловіки | 144     | 19                 | 109              | 16                   |
| Жінки    | 131     | 20                 | 87               | 24                   |
| Разом    | 275     | 39                 | 196              | 40                   |